# Chlorprothixen
Chlorprothixen ist ein niedrigpotentes Antipsychotikum aus der Gruppe der Thioxanthene. Es wird in Form von Tabletten, Lösungen zum Einnehmen oder Injektionen angewendet zur Behandlung von Unruhe- und Erregungszuständen bei speziellen geistig-seelischen Erkrankungen und von Zuständen, die durch krankhaft gehobene Stimmung und Antrieb gekennzeichnet sind. Da Chlorprothixen körperliche Spannungszustände mildern kann, wird es bei chronischen Schmerzen in manchen Fällen als Mittel der zweiten Wahl zusätzlich zu Analgetika verabreicht.

## Geschichte
Chlorprothixen wurde 1959 auf dem deutschen Markt unter den Handelsnamen Truxal und Taractan eingeführt. Die anxiolytisch, schlafanstoßend, anticholinerg, antiadrenerg und antiemetisch wirkende Substanz wurde auch als medikamentöse Prämedikation zur (intramuskulären oder oralen) Gabe vor chirurgischen Eingriffen (bei Kindern mit 2 mg/kg Körpergewicht) benutzt.

## Wirkung
Chlorprothixen besitzt ein sehr breites Wirkungsspektrum. Es wirkt in erster Linie sedierend, in höheren Dosen antipsychotisch, antiemetisch, lokalanästhetisch, ganglienblockierend, anticholinerg, antiadrenerg und antihistaminisch. Die Wirkung kommt zustande durch die postsynaptische Blockade an Dopamin D1- und D2-, 5-HT2-, Alpha-1, H1- sowie Muskarin-Rezeptoren. Chlorprothixen wirkt zudem als FIASMA (funktioneller Hemmer der sauren Sphingomyelinase).

## Indikation
Mögliche Indikationen sind das agitiert-ängstliche oder depressive Syndrom meist im Rahmen von psychotischen oder bipolaren Störungen. Im Unterschied zu Deutschland besitzt Chlorprothixen in der Schweiz auch eine spezifische und offizielle Indikation für die Behandlung von Angst, Unruhe und Aggressivität bei Alkoholikern und Toxikomanen sowie zur Begleitmedikation bei chronischen Schmerzen.

## Gegenanzeigen
Chlorprothixen darf nicht angewendet werden bei bekannter Überempfindlichkeit gegen Thioxanthene und bei Zuständen tiefer Bewusstlosigkeit (komatöse Zustände).
Beim Vorliegen krankhaft trauriger Verstimmung (endogene Depression) darf Chlorprothixen nur unter besonderer Vorsicht angewendet werden.

## Nebenwirkungen
Die häufigsten Nebenwirkungen sind periphere vegetative Wirkungen wie anticholinerge Effekte durch die Blockade von Muskarinrezeptoren, beispielsweise Mundtrockenheit, Akkommodationsstörung und Mydriasis mit Gefahr eines Glaukomanfalls, Obstipation, Miktionsbeschwerden mit Gefahr einer Harnsperre, Tachykardie. Bei längerer Therapie nehmen diese Effekte allerdings ab.
Weitere relevante Nebenwirkungen können durch die Blockade peripherer α1-Adrenozeptoren bedingt sein, also Orthostase mit Blutdruckabfall oder reflektorische Tachykardie, oder durch direkt kardiale Wirkung durch chinidinartige Eigenschaften wie Erregungsleitungsstörungen (PQ-/QRS-Verbreiterung).
Zentrale Nebenwirkungen sind Sedierung, Schläfrigkeit, Delir (bei älteren Patienten), Appetitsteigerung, Gewichtszunahme, Schlafstörungen und epileptische Krämpfe bei disponierten Personen. Dyskinesien sind ebenfalls möglich.

## Vergiftung
Vergiftungserscheinungen sind ähnlich denen einer Atropin-Vergiftung, also bei geringen Dosen Mundtrockenheit, Trockenheit der Haut, leichte Bradykardie.
Bei höheren Dosen kommt es zu Durst, Tachykardie, Mydriasis, Blendungsgefühl, Lichtscheu, bei fortschreitender Vergiftung zu Schluckstörungen (durch Versiegen der Speichelproduktion), Akkommodation ist nicht mehr möglich, Darmatonie, Harnverhalt, Ruhelosigkeit, Verwirrtheit, Halluzinationen, AV-Block.
Im Endstadium steigt die Körpertemperatur als Folge der Hemmung der Schweißsekretion und durch die Störung der zentralen Regulation; die Haut ist heiß, trocken und rot. Schließlich kann die zentrale Erregung in Somnolenz und Atemlähmung übergehen.

## Pharmazeutisch-chemische Information
Salze des Chlorprothixens sind Chlorprothixenacetat, Chlorprothixencitrat und Chlorprothixenhydrochlorid. Das E-Isomer (E)-3-(2-Chlor-9H-thioxanthen-9-yliden)-N,N-dimethylpropan-1-amin kann als Verunreinigung im Chlorprothixenhydrochlorid auftreten.

## Handelsnamen
Monopräparate
- Taractan (USA), Truxal (CH, AT), sowie Generika (D).